# Wawern
Pour l’article homonyme, voir Wawern (Eifel).
Wawern est une municipalité de la Verbandsgemeinde Konz, dans l'arrondissement de Trèves-Sarrebourg, en Rhénanie-Palatinat, dans l'ouest de l'Allemagne.